# نظرية الحد الأدنى من التأثيرات
في العلوم السياسة، توضح نظرية الحد الأدنى من التأثيرات بأن الحملات الانتخابية تقنع الناخبين وتؤثر فيهم هامشيًا فقط. وقد تم تشكيل النظرية أثناء الأبحاث المبكرة في مجال سلوكيات التصويت بين الأربعينيات والستينيات من القرن العشرين. وقد بدا أن تلك النظرية تتسم بالقوة وكانت تتعلق بالافتراض العام بأن الناخبين لديهم موقف واضح تجاه المشكلات ويدركون موقف المرشحين من تلك المشكلات. ومنذ ذلك الحين، تم توجيه الانتقادات إلى نظرية الحد الأدنى من التأثيرات وقد اقترحت الأبحاث التجريبية منذ الثمانينيات من القرن العشرين أن الناخبين تكون لديهم شكوك حول مواقف المرشحين وهذه الشكوك تؤثر بشدة على قرارات هؤلاء الناخبين. وقد أدت هذه النتائج إلى تجديد الاهتمام في الأبحاث فيما يتعلق بتأثيرات الحملات، مع ظهور أبحاث تم نشرها حديثًا تعارض وتؤيد فرضية الحد الأدنى من التأثيرات.
كما أن هذه النظرية تشير إلى أهمية العوامل الدقيقة أو الحالات النادرة التي قد تكون لها تأثير كبير أو تأثير مباشر على النتائج. بمعنى آخر، يجب أن تأخذ الدراسات في الاعتبار العوامل الصغيرة التي قد تلعب دورًا مهمًا ولكنها غالبًا ما تُغفل.